# Wereldkampioenschap voetbal 2002 (Groep B) Spanje - Slovenië
Deze pagina is een subpagina van het artikel Wereldkampioenschap voetbal 2002. Hierin wordt de wedstrijd in de groepsfase in groep B tussen Spanje en Slovenië gespeeld op 2 juni 2002 nader uitgelicht. Spanje won de wedstrijd met 3-1 van Slovenië.

## Voorafgaand aan de wedstrijd
- Spanje en Slovenië speelden één keer eerder tegen elkaar. Spanje won het duel.
- In het voorgaande onderlinge duel scoorde Spanje twee keer en Slovenië één keer.
- Het was voor Slovenië de allereerste WK-wedstrijd uit de geschiedenis van de voormalige Joegoslavische deelrepubliek.
- Op de FIFA-wereldranglijst van mei 2002 stond Spanje op de 8ste plaats. Slovenië stond op de 25ste plaats.[1]

## Wedstrijdgegevens
| Datum                | 2 juni 2002                        | 2 juni 2002                        |
| Stadion              | Gwangju World Cup Stadium, Gwangju | Gwangju World Cup Stadium, Gwangju |
| Toeschouwers         | 28.598                             | 28.598                             |
| Scheidsrechter       | Mohammed Guezzaz                   | Mohammed Guezzaz                   |
| Assistenten          | Ali Tomusange Egon Bereuter        | Ali Tomusange Egon Bereuter        |
| Vierde man           | Coffi Codjia                       | Coffi Codjia                       |
| Man van de wedstrijd | Raúl                               | Raúl                               |
|                      | Spanje                             | Slovenië                           |
| Doelpunten           | 3                                  | 1                                  |
| Gele kaarten         | 1                                  | 2                                  |
| Rode kaarten         | 0                                  | 0                                  |
| Wissels              | 3                                  | 3                                  |
| Schoten op doel      | 8                                  | 3                                  |
| Schoten naast doel   | 0                                  | 0                                  |
| Overtredingen        | 17                                 | 18                                 |
| Hoekschoppen         | 5                                  | 5                                  |
| Buitenspel           | 2                                  | 0                                  |
| Strafschoppen        | 1                                  | 0                                  |
| Balbezit (tijd)      | 0                                  | 0                                  |
| Balbezit (%)         | 56%                                | 44%                                |

| Spanje | 3 – 1                | Slovenië |
| Raúl 44' Juan Carlos Valeron 74' Fernando Hierro 87' (pen) | doelpunten (assists) | 82' Sebastijan Cimirotič |
| José Antonio Camacho | bondscoach           | Srečko Katanec |
| Iker Casillas Juanfran 82' Carles Puyol Fernando Hierro Miguel Angel Nadal Rubén Baraja Diego Tristan 67' Javier de Pedro Juan Carlos Valeron Luis Enrique 74' Raúl | opstellingen         | Marko Simeunovič Zeljko Milinovic Marinko Galič Aleksander Knavs 77' Doni Novak Aleš Čeh 57' Milan Osterc 63' Zlatko Zahovič Miran Pavlin Mladen Rudonja Amir Karič |
| Fernando Morientes 67' Ivan Helguera 74' Enrique Romero 82' | wissels              | 57' Sebastijan Cimirotič 63' Milenko Ačimovič 77' Saša Gajser |
| Juan Carlos Valeron 36' | gele kaarten         | 45+1' Amir Karič 65' Sebastijan Cimirotič |
| | rode kaarten         | |